# Cortinarius magicus
Cortinarius magicus är en svampart som beskrevs av Eichhorn 1967. Cortinarius magicus ingår i släktet Cortinarius och familjen spindlingar.  Arten är reproducerande i Sverige. Inga underarter finns listade i Catalogue of Life.